# Stefanie Petermichl
 (octobre 2023).
Si vous disposez d'ouvrages ou d'articles de référence ou si vous connaissez des sites web de qualité traitant du thème abordé ici, merci de compléter l'article en donnant les références utiles à sa vérifiabilité et en les liant à la section « Notes et références ».
Stefanie Petermichl (née en 1971) est une mathématicienne allemande, qui s'occupe d'analyse.

## Carrière
Petermichl étudie à partir de 1991, à l'Institut de technologie de Karlsruhe, où elle obtient son diplôme en 1995. Ensuite, elle part à l'Université d'État du Michigan, où elle obtient son doctorat en 2000 sous la supervision d'Alexander Volberg, avec une thèse intitulée Some Sharp Estimates Involving the Hilbert Transform. En 2001/02, elle travaille à l'Institute for Advanced Study. À partir de 2002, elle est professeure assistante à l'Université Brown et à partir de 2005, à l'Université du Texas à Austin. De 2007 à 2009, elle est professeure à l'Université de Bordeaux. De 2009 à 2019, elle est professeure à l'Université de Toulouse. Depuis 2019, elle est titulaire de la chaire Humboldt à l'Université de Würzburg.
Stefanie Petermichl travaille dans les domaines de l'analyse harmonique, la théorie des fonctions de plusieurs variables complexes, les fonctions de Bellman et les équations aux dérivées partielles elliptiques.

## Prix et distinctions
En 2006, elle a reçu le Prix Salem pour « plusieurs contributions majeures à la théorie des opérateurs vectoriels singuliers ». 
En 2012, elle a reçu le Prix Ernest Déchelle de l'Académie des sciences.